# Gainesville (Misuri)
Gainesville es una ciudad ubicada en el condado de Ozark en el estado estadounidense de Misuri. En el Censo de 2010 tenía una población de 773 habitantes y una densidad poblacional de 103,96 personas por km². Se encuentra ubicada al sur del estado, cerca de la frontera con Arkansas.

## Geografía
Gainesville se encuentra ubicada en las coordenadas 36°36′23″N 92°25′29″O / 36.60639, -92.42472. Según la Oficina del Censo de los Estados Unidos, Gainesville tiene una superficie total de 7.44 km², de la cual 7.44 km² corresponden a tierra firme y (0%) 0 km² es agua.

## Demografía
Según el censo de 2010, había 773 personas residiendo en Gainesville. La densidad de población era de 103,96 hab./km². De los 773 habitantes, Gainesville estaba compuesto por el 96.51% blancos, el 0.13% eran afroamericanos, el 1.42% eran amerindios, el 0% eran asiáticos, el 0% eran isleños del Pacífico, el 0.39% eran de otras razas y el 1.55% pertenecían a dos o más razas. Del total de la población el 1.68% eran hispanos o latinos de cualquier raza.